# Колумбийские мухоеды
Колумбийские мухоеды (лат. Aphanotriccus) — род воробьиных птиц из семейства тиранновых. В состав рода включают два вида. Распространены в Центральной и Южной Америке. Естественной средой обитания представителей рода являются зрелые вечнозеленые леса и высокие вторичные леса. Обычно встречаются в густом подлеске на опушках лесов, вдоль ручьев или на полянах. 
Добывают корм поодиночке или парами. Питаются насекомыми, особенно жуками и муравьями, которые они собирают с нижней стороны листвы.

## Список видов
- Aphanotriccus audax (Nelson, 1912) — Черноклювый колумбийский мухоед
- Aphanotriccus capitalis (Salvin, 1865) — Рыжегрудый колумбийский мухоед